# 極道落ちこぼれ
『極道落ちこぼれ』（ごくどうおちこぼれ）は、1993年と1994年にTBS系列で放送された単発のテレビドラマ。全2作が放映された。
- 1993年4月2日放映：極道落ちこぼれ カタギになりたい!
- 1994年4月8日放映：極道おちこぼれII 駆けおちしました!?

## 概要
- それぞれ異なる理由で所属団体を破門された、全く性格の違う極道同士がイガみ合いながらも堅気になろうとしていく、珍道中を描いている。
- 若松孝二のテレビドラマ初演出作品である。これまで一貫して劇場映画を撮っていた若松は、視聴者のチャンネルサーフィンを恐れて、CMが入るタイミングにも神経を使って演出したという逸話がある。

## キャスト
- 高柳喜八：明石家さんま
関西出身。親分の愛人に手を出して破門された。
- 大川徹：柳葉敏郎
東北出身。親分の飼い犬に噛み付いて破門された。
- 相楽晴子
- ルビー・モレノ

### パート1のみ
- いしだあゆみ
- 芳本美代子
- 赤木春恵
- 赤塚不二夫
- 石井愃一
- ベンガル
- 金久美子
- 市川勇
- 坂本あきら
- 下元史郎

### パート2のみ
- 平幹二朗
- 松村邦洋
- 谷啓
- 片桐竜次
- 平賀雅臣

## スタッフ
- 監督：若松孝二
- 脚本：鎌田敏夫
- プロデューサー：武敬子
- 製作：テレパック、TBS